# Тоньо
Антонио Гарсия Арандо (исп. Antonio García Aranda, 7 ноября 1989, Алькала-де-Энарес, Мадрид), более известный как Тоньо (исп. Toño), — испанский футболист, защитник.

## Клубная карьера
Родившийся в городе Алькала-де-Энарес (автономное сообщество Мадрид) Тоньо дебютировал во взрослом футболе, выступая в любительском клубе «Атлетико Сагунтино» в одной из региональных лиг. Летом 2009 года он перешёл в клуб Сегунды «Кастельон» и отправлен играть за резервную команду, выступающую в пятом по уровне дивизионе Испании.
5 сентября 2009 состоялся дебют Тоньо на профессиональном уровне, когда он вышел на поле за 14 минут до финального свистка в гостевом поединке «Кастельона» с «Рекреативо», проигранного (0:2) командой Тоньо в рамках Сегунды 2009/10. Впервые же он появился в стартовом составе кастельонцев в матче 26-го тура всё того же чемпионата, в этой игре команда Тоньо потерпела домашнее поражение (1:3) от «Райо Вальекано».
«Кастельон» по итогам чемпионата 2009/10 занял последнее место в Сегунде и опустился в Сегунду B, а Тоньо в августе 2010 года стал игроком основного состава клуба. Он появлялся на поле в 25 матчах сезона 2010/11, по итогам которого «Кастельон» занял место в середине турнирной таблицы, но из-за финансовых проблем клуб был вынужден опуститься ещё на уровень ниже в системе футбольных лиг Испании.
9 июня 2011 года Тоньо перешёл в резервную команду клуба «Вильярреал», стоимость сделки составила € 25 000. В «Вильярреале Б» Тоньо появлялся на поле в 18 матчах Сегунды 2011/12, его же команда была вынуждена покинуть лигу по итогам сезона из-за того, что основная команда «Вильярреала» вылетела из Примеры в Сегунду.
15 января 2013 года Тоньо был отдан в аренду клубу Сегунды «Сабадель» до июня. Однако, уже в феврале он перенёс тяжёлую травму колена, которая вывела его из строя до конца чемпионата.
5 января 2014 года Тоньо перебрался в «Рекреативо» после согласования 18-месячного контракта с этим клубом Сегунды. Он регулярно появлялся в составе андалусийцев, проведя в общей сложности 1055 минут на игровом поле, чем помог своей команде занять 8-ю строчку в итоговой таблице.
На 26 августа 2014 года Тоньо подписал пятилетний контракт с клубом Ла Лиги «Леванте», сумма сделки не была разглашена. Тоньо дебютировал в элитной лиге 13 сентября 2014 года в гостевой ничейном (0:0) поединке против «Малаги».
В феврале 2019 года был арестован по подозрению в вымогательствах вместо со своими соучастниками.